# 住宅ローンアドバイザー
住宅ローンアドバイザー（じゅうたくローンアドバイザー）は、一般社団法人金融検定協会もしくは日本住宅ローンアドバイザーズ協会、あるいは一般財団法人住宅金融普及協会（国土交通省所管）、社団法人全日本不動産協会がそれぞれ主催・認定する日本の民間資格である。

## 概要
住宅ローンアドバイザー制度は、債務者となる消費者の収入やライフプランなどを考慮のうえ無理なく返済ができるよう、住宅ローンの基本的な商品内容と最適な返済プランを提案する知識を有するとともに、「お客様（消費者）の立場に立ってアドバイス」できることを証明する目的として、2005年9月以降、複数の民間団体で養成講座が実施されるようになった。
なお、住宅ローンについても出題範囲となっているファイナンシャル・プランニング技能士
とは異なり、資格名称は同一ではあるものの、主催団体によって出題内容はそれぞれ異なっている点に注意を要する。
もともと不動産および住宅金融に関わる住宅金融公庫（当時）を所管する国土交通省において2004年12月に実施した研究会にて、住宅売買の際に生ずる住宅ローンおよびフラット35の申込で不動産会社（宅地建物取引業者）が取扱金融機関へブローカーとして送客し斡旋手数料を得るビジネスモデルが周知されるにあたり、ブローカーに携わる者を対象に住宅ローンに対する適正な知識の養成を目的に、認定資格としての制度化が提唱されたものである。当初想定された住宅ローンのブローカーとして携わる者を対象とした認定資格としては、特定非営利活動法人（NPO法人）日本モーゲージプランナーズ協会による民間資格「モーゲージプランナー」が2009年より実施されている。
なお、当制度はあくまで主催者が策定した「住宅ローンアドバイザー」としてのスキルを示すものであるため、住宅ローンに関わる実務対応に際して必ずしも金融機関職員や不動産会社従業員が取得を必要とする資格ではない。

## 受講資格
特になし

## 受講日程
- 金融検定協会
  - 全国各地で実施する金融検定試験における住宅ローンアドバイザー(HLA)認定試験において、一定以上の得点を得た者を合格とする。資料等の持込不可。

- 日本住宅ローンアドバイザーズ協会
  - 　2008年5月31日まではCBTによる随時受験形式で認定試験を実施していたが、2008年6月以降、金融検定協会への吸収に伴い実施していない。

- 住宅金融普及協会
  - 例年6月下旬、10月下旬、2月下旬前後の火、水、木、土の何れかの曜日に全国各地の日建学院において実施される講習（ビデオ講義）を基礎編・応用編それぞれ1日受講する。但し講習及び基礎編効果測定に関しては、会場での受講ではなくeラーニングによるWEB講習で替えることも可能。基礎編と応用編の開催期日は約2週間程度の間がある。
  - 基礎編、応用編の講習後に効果測定（基礎編45分、応用編50分）を実施し、応用編にて一定以上の点数の者に修了証書が交付される。効果測定ではテキストの参照が許可される。

- 全日本不動産協会
  - 全国主要都市で年1-2回実施される基礎編・実践編の養成講座（講義形式）を2日間連続で受講する。講義途中で60分の効果測定を実施し、一定以上の点数の者に修了証書が交付される。効果測定ではテキストの参照が許可される。

## 合格率
- 金融検定協会
  - 2011年度 合格率73.2%（受験者数49,935名 合格者数36,528人）

- 住宅金融普及協会
  - 平成24年10月時点
    - 受講者数42,141名 修了者数34,828名 修了率82.6%

  - 修了証書に同封された書類で登録申請を行うことで、カードサイズの「住宅ローンアドバイザー登録証」という証明書が発行される。登録者が希望すれば公式サイト上に氏名などの掲載を受け付けている。なお、登録には受講料とは別に登録料を納入し、登録月から3年以内に継続講習を受講し更新しなければ無効となる。